# Typhis sowerbii
Typhis sowerbii är en snäckart som beskrevs av William John Broderip 1833. Typhis sowerbii ingår i släktet Typhis och familjen purpursnäckor. Inga underarter finns listade i Catalogue of Life.